# Kristin Göthe
Karin Kristin Göthe, född 15 maj 1943 i Bureå, död 29 juni 2013 i Hägerstens församling, Stockholm, var en svensk journalist.
Göthe började sin journalistkarriär på Norrländska socialdemokraten och utbildade sig vid Journalistinstitutet. Efter det arbetade hon bland annat på UPI i Stockholm. Sin start inom radio fick hon från regionalradion i Växjö och Örebro. Hon var bland med att starta Radio Örebro. Hon arbetade även för SVT Örebro där hon bland annat ledde Tvärsnytt och Cafe Wadköping.
1989 flyttade Göthe till Stockholm för att arbeta med programmet Kanalen och senare dess efterföljare Studio Ett där hon var programledare. Hon har också varit programledare för Tendens.
Göthe var sambo med DN-journalisten Börje Bennbom.

## Utmärkelser
- 1995 - Sveriges Radios språkpris

## Källhänvisningar
1. ↑  ”Kristin Göthe”. DN. 26 juli 2013. http://www.dn.se/arkiv/kultur/kristin-gothe.
2. ↑  Sveriges Dödbok 1830-2020: Sveriges Släktforskarförbund
3. ↑  ”Börje Bennbom”. DN. 29 februari 2012. http://www.dn.se/arkiv/kultur/borje-bennbom.